# Гай Калвизий Сабин (консул 39 пр.н.е.)
Вижте пояснителната страница за други личности с името Гай Калвизий Сабин.
Гай Калвизий Сабин (на латински: Gaius Calvisius Sabinus; * 85 г. пр.н.е.; † 28 г. пр.н.е.) e политик и военен на късната Римска република.

## Биография
Калвизий е през 48 пр.н.е. легат на Гай Юлий Цезар и изпратен от него в Етолия. През 45 пр.н.е. управлява Африка, следващата година е избран за претор и получава отново провинция Африка. Преди да тръгне отново за Северна Африка, на идите през март той е свидетел на убийството на Цезар. След битката при Мутина сенатът му взема провинцията и я дава на Квинт Корнифиций.
През 39 г. пр.н.е. е избран за консул заедно с Луций Марций Цензорин. Следващата година той командва флотата на Окавиан против Секст Помпей. През 37 пр.н.е. е сменен от Марк Випсаний Агрипа. Калвизий по заповед на Октавиан прочиства Италия от крадливи банди.
Той възстановява и Виа Латина. Остава приятел на по-късния Август и празнува през 28 пр.н.е. триумф за постиженията си в Испания.

## Деца
Той е вероятно баща на Гай Калвизий Сабин (консул 4 пр.н.е.).